# BRD Năstase Țiriac Trophy 2012
BRD Năstase Țiriac Trophy 2012 — тенісний турнір, що проходив на ґрунтових кортах у місті Бухарест, Румунія з 23 квітня . Належав до категорії ATP World Tour 250, був турніром серії Romanian Open 2012 року.

## Фінальна частина

### Одиночний розряд
Жиль Сімон —  Фабіо Фоніні 6–4, 6–3

### Парний розряд
Роберт Ліндстедт /  Горія Текеу —  Жеремі Шарді /  Лукаш Кубот 7–6(7–2), 6–3